# День Конституции Республики Таджикистан
День Конституции Республики Таджикистан (тадж. Рӯзи Конститутсияи (Сарқонуни) Ҷумҳурии Тоҷикистон) — один из главных национальных праздников Республики Таджикистан. Эта дата отмечается в Таджикистане ежегодно 6 ноября.

## История
6 ноября 1994 года впервые в новейшей истории Республики Таджикистан состоялся всенародный референдум по принятию Конституции Республики Таджикистан. В последующие годы, в 1999, 2003 и 2016 годах в Конституцию Республики Таджикистан путём референдумов были внесены поправки и дополнения.

## Празднование
По Закону Республики Таджикистан «О праздничных днях» (редакция закона № 628 от 22 мая 1998 г.) 6 ноября таджикский народ широко отмечает национальный праздник — День Конституции Республики Таджикистан.
В этот день в соответствии с Положением «О государственном флаге Республики Таджикистан» поднимается Государственный флаг Республики Таджикистан.
По случаю «Дня Конституции Республики Таджикистан» по инициативе государственных органов, общественных организаций и трудовых коллективов проводятся мероприятия общественно-политического характера.
6 ноября является в Таджикистане праздничным нерабочим днём.